# Ricardo Sánchez Alarcón
Ricardo Sánchez Alarcón (n. 24 de febrero de 1971, Madrid) jugador español de waterpolo. Jugó en la selección española de waterpolo que ganó la medalla de plata en las Olimpiadas de Barcelona en 1992. 
Fue Internacional en todas las categorías inferiores, participando en dos Campeonatos de Europa junior, y en un Campeonato del Mundo junior, (como capitán de la selección española) que se proclamó campeona (1991)
Fue Internacional absoluto entre los años 1990 y 1995, participando  en Campeonatos de Europa, Campeonatos del Mundo, Copas del Mundo y Olimpiadas. 

## Clubes
- Real Canoe Natación Club ( España). Del 1978 al 1989.[1]
- C. E. Mediterrani.  Del 1990 al 2005
- C. N. Montjuic. Del 2006 al 2008

## Títulos
Como jugador de la selección española:
- Oro en el campeonato del mundo junior en Long Beach 1991
- Plata en el campeonato del Mundo de Perth 1991
- Plata en el campeonato europeo de Atenas 1991
- Bronce en la copa del mundo FINA 1991
- Medalla de plata en los Juegos Olímpicos de Barcelona 1992.
- Bronce en el campeonato europeo de Sheffield 1993